# ГЕС Yángjiāwān
ГЕС Yángjiāwān (杨家湾水电站) — гідроелектростанція у центральній частині Китаю в провінції Сичуань. Знаходячись після ГЕС Мупо (45 МВт), становить нижній ступінь каскаду на річці Fubian, правому витоку Xiaojin, котра в свою чергу є лівою притокою Дадухе (приєднується праворуч до Міньцзян — великого лівого допливу Янцзи).
В межах проекту річку перекрили бетонною греблею, яка утримує невелике водосховище з об'ємом 961 тис. м3 (корисний об'єм 209 тис. м3) та нормальним рівнем поверхні на позначці 2574 метра НРМ.
Зі сховища через прокладений у лівобережному гірському масиві дериваційний тунель довжиною 11,4 км ресурс транспортується до підземного машинного залу. Тут встановлено три турбіни типу Френсіс потужністю по 20 МВт, які  забезпечують виробництво 260 млн кВт-год електроенергії на рік.